# 八里站 (四川省)
八里站位于中国四川省成都市成华区八里庄，原名成都东站，是成都铁路局成都北车站管辖的货运一等站，于1952年启用。成渝铁路、成昆铁路、达成铁路三条国铁电气化干线经过该站。

## 名称来历
八里站原名成都东站，于1952年建成。2010年12月，由于位于成都市成华区沙河堡的新建客运成都东站基本建成并开始联调联试，因此铁道部批准成都铁路局将位于成都市成华区八里庄的原成都东站更名为八里站。

## 办理业务
八里站目前主要办理整车、危险品货物业务和专用线货运业务。不办理客运业务。
铁路零担货运业务取消前，八里站的零担中转作业量曾位列中国铁路车站第一。

## 历史
- 1952年：建成启用，为一级三场纵列式布置，是成都铁路枢纽的主编组站和主货运站。
- 2007年：编组场停用，列车编组作业全部转移至新建成都北站。编组场改造为成都铁路局成都车辆段成都东动车运用所。
- 2010年：集装箱货运业务全部转移至新建成都铁路集装箱中心站。